# Chauny
Chauny ist eine französische Stadt mit 11.456 Einwohnern (Stand 1. Januar 2022) im Département Aisne in der Region Hauts-de-France; sie gehört zum Arrondissement Laon und ist Sitz des Gemeindeverbandes Chauny-Tergnier-La Fère. Die Einwohner werden Chaunois und Chaunoises genannt.

## Geografie
Die Stadt Chauny liegt an der Oise und dem parallel verlaufenden Oise-Seitenkanal, 34 Kilometer von Soissons, 36 Kilometer von Laon und 30 Kilometer von Saint-Quentin entfernt. Nahe Chauny zweigen zwei Schifffahrtskanäle vom Oise-Seitenkanal ab, der Canal de Saint-Quentin nach Norden sowie der Oise-Aisne-Kanal nach Süden.

## Geschichte

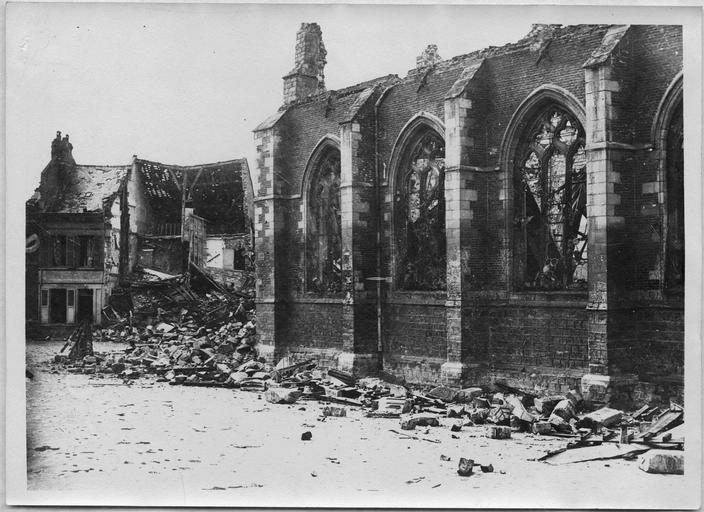
Rue Saint-Martin und eine Seite der Kirche nach den Sprengungen

Philipp von Elsass, Graf von Flandern und Vermandois, stimmte 1167 der ersten Charta von Chauny zu. Chauny wurde 1213 der direkten Autorität des Königs unterstellt; hier trat zum ersten Mal der Name Ville de Chauny auf; bis dahin war der Name lediglich mit einem Château verbunden. Der Ort wurde 1417 von den Bourguignons erobert. Maria von Kleve, Mutter des späteren Königs Ludwig XII., die sich seit mehreren Jahren in Chauny aufhielt, starb im August 1487. Sie residierte im „Maison d’Orléans“ nahe der Place de l’Hôtel de Ville. Eine spanische Besatzung zerstörte 1557 die Kirchen Saint-Martin und Notre-Dame. Chauny wurde im Jahr 1662 vier Tage lang von spanischen Truppen belagert. Die Oise war von Beginn des 18. Jahrhunderts an von Paris her schiffbar; wenig später installierte die Compagnie de Saint-Gobain am Ufer ein Glaslager. Während der Revolution werden 1789 die beiden Kirchen erneut zerstört.
Ab 1840 sammelte der junge Baptistenpastor Victor Lepoids Gläubige um sich, die 1850 im Ort einen Temple évangélique, eine baptistische Kirche, eröffneten. Die etwa 80 Personen umfassende Kirche wurde auf Befehl des Präfekten 1852 geschlossen; erst 1866 konnte sie wiedereröffnet werden.
Im Februar 1917 wurde die Stadt beim Rückzug der deutschen Armee (Unternehmen Alberich) – mit Ausnahme des Vororts Le Brouage gesprengt. Von 1920 bis 1930 wurde Chauny wieder aufgebaut.

### Bevölkerungsentwicklung
| Jahr                       | 1962   | 1968   | 1975   | 1982   | 1990   | 1999   | 2011   | 2021   |
| Einwohner                  | 12.626 | 13.920 | 14.405 | 13.435 | 12.926 | 12.523 | 11.771 | 11.496 |
| Quellen: Cassini und INSEE |        |        |        |        |        |        |        |        |

## Sehenswürdigkeiten
- Konditorei der Markthalle, nach der Zerstörung der Stadt im Ersten Weltkrieg wieder aufgebaut, seit 2006 als Monument historique eingestuft
- Kirche Saint-Martin
- Kirche Notre-Dame
- drei Soldatenfriedhöfe

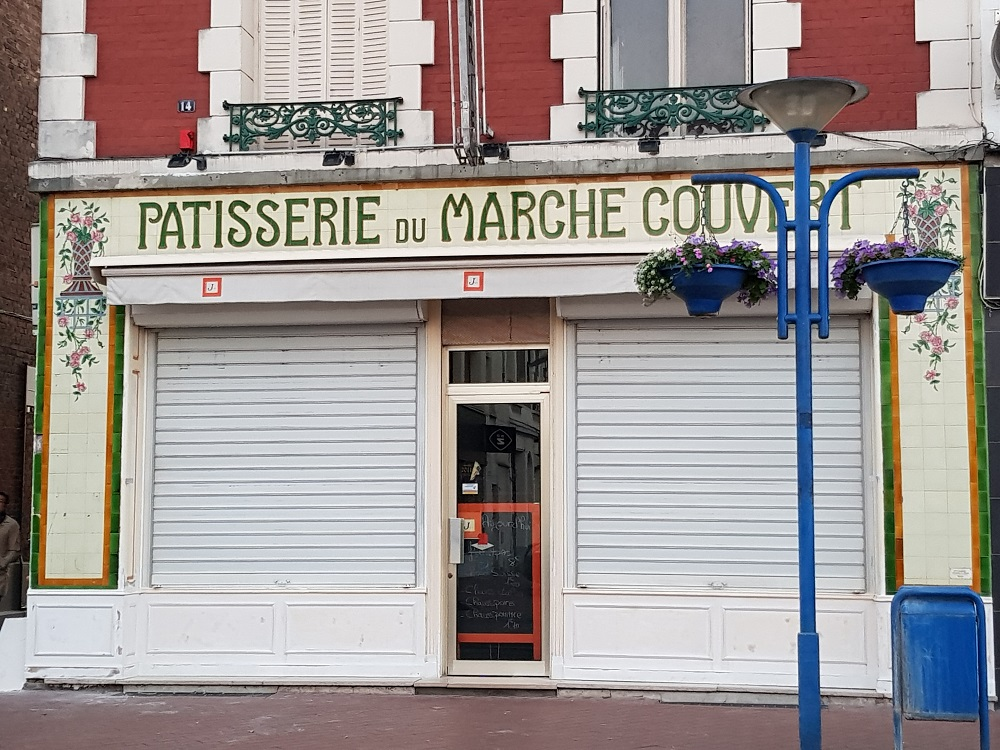
Konditorei der Markthalle
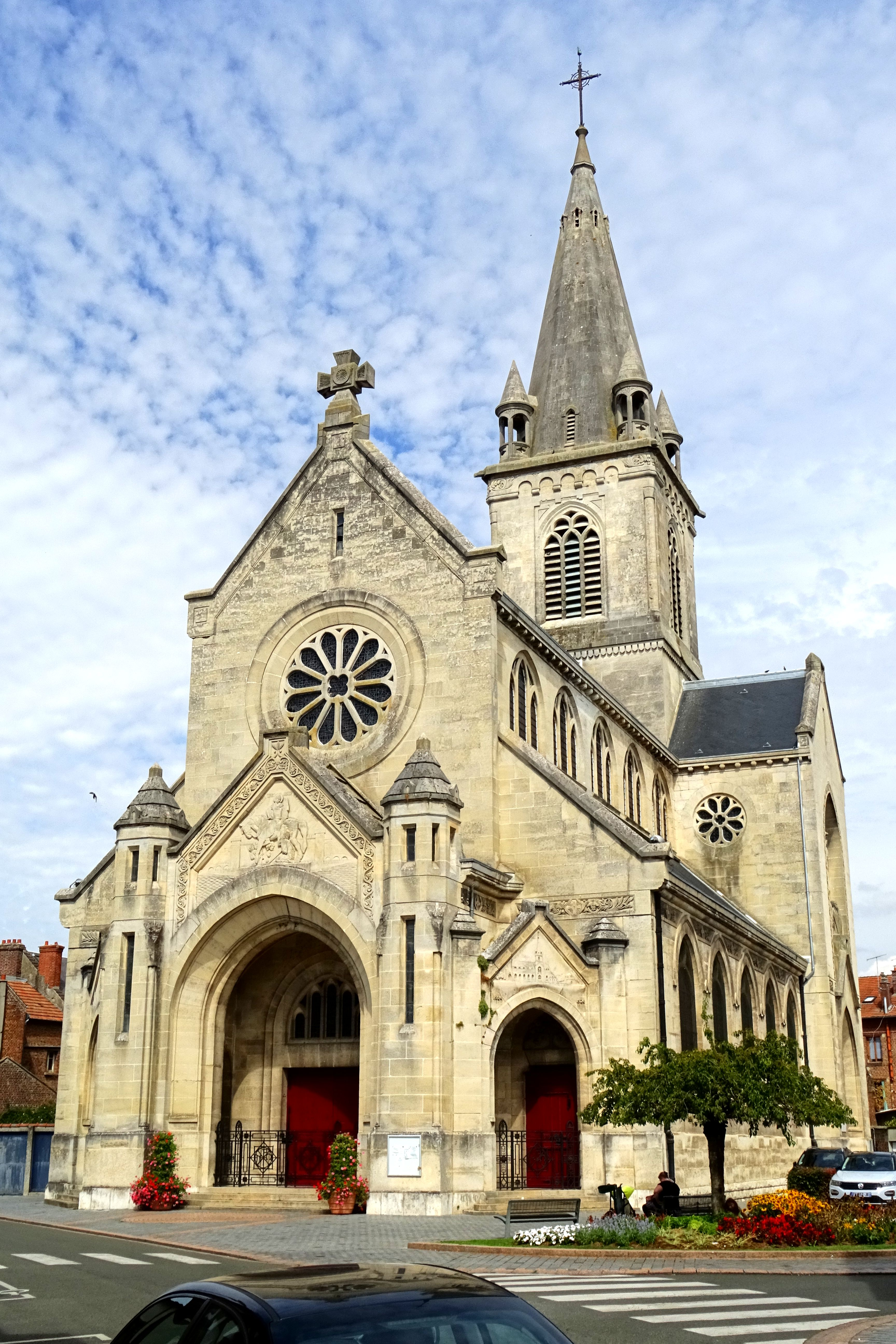
Kirche Saint-Martin
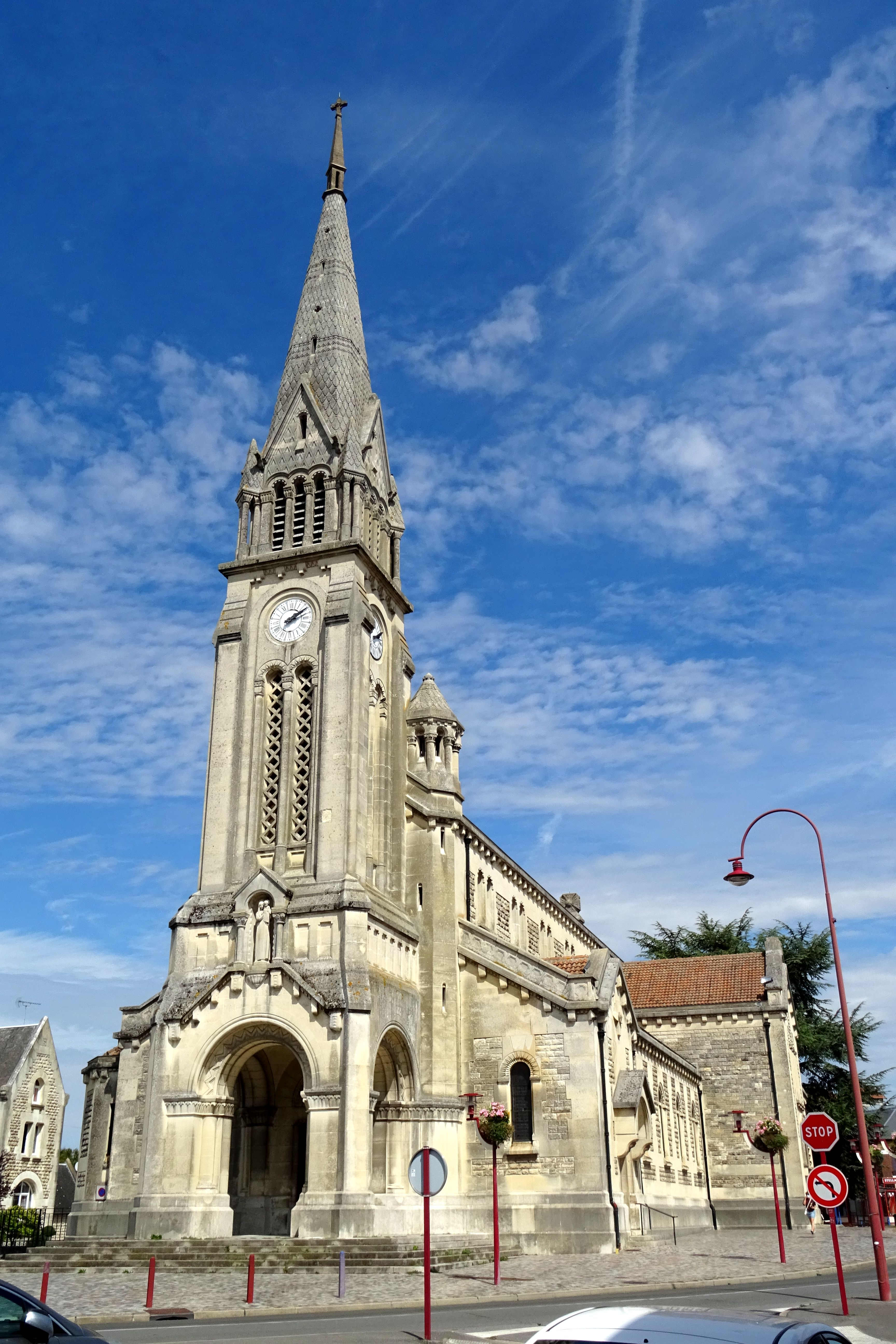
Kirche Notre-Dame
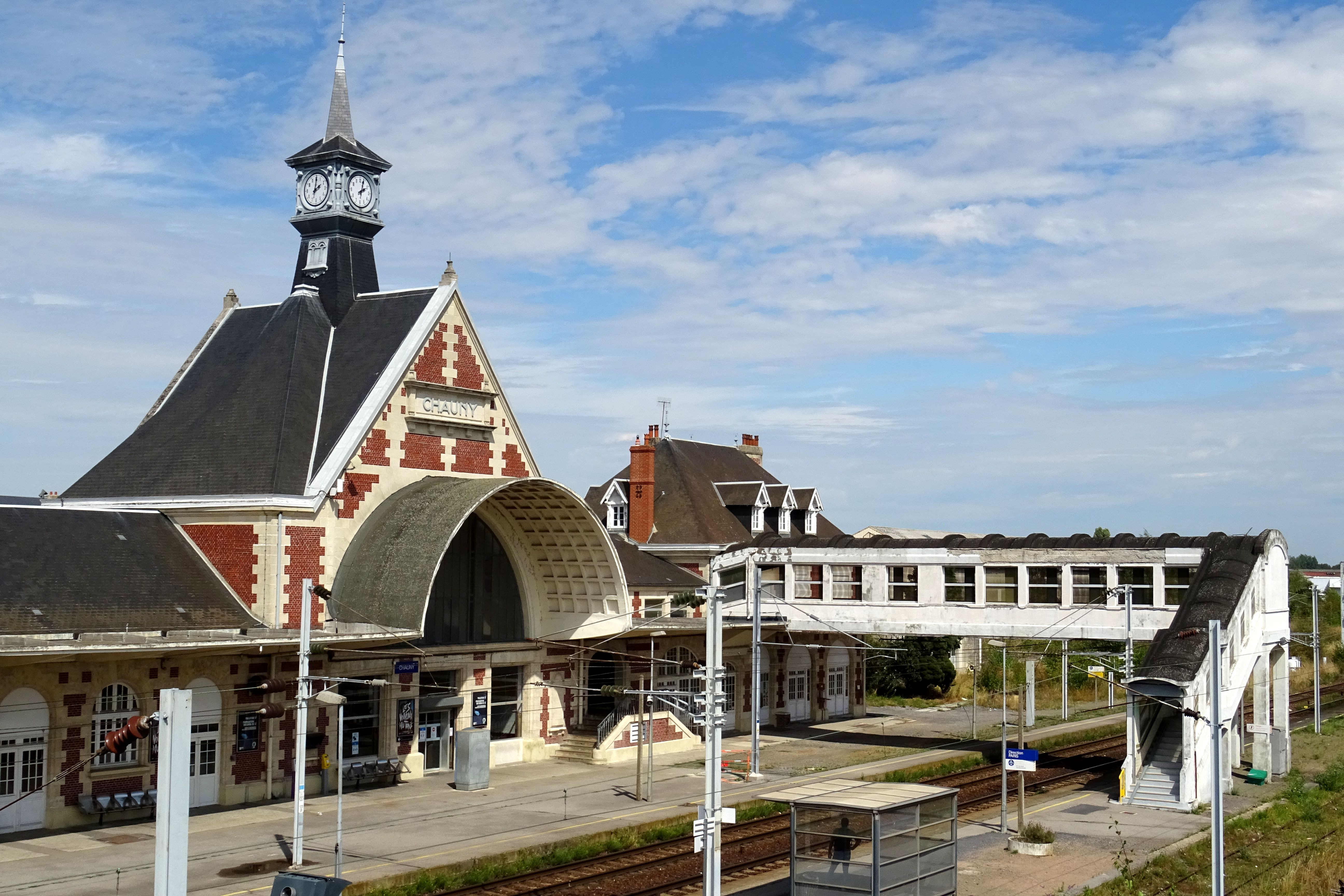
Bahnhof Chauny
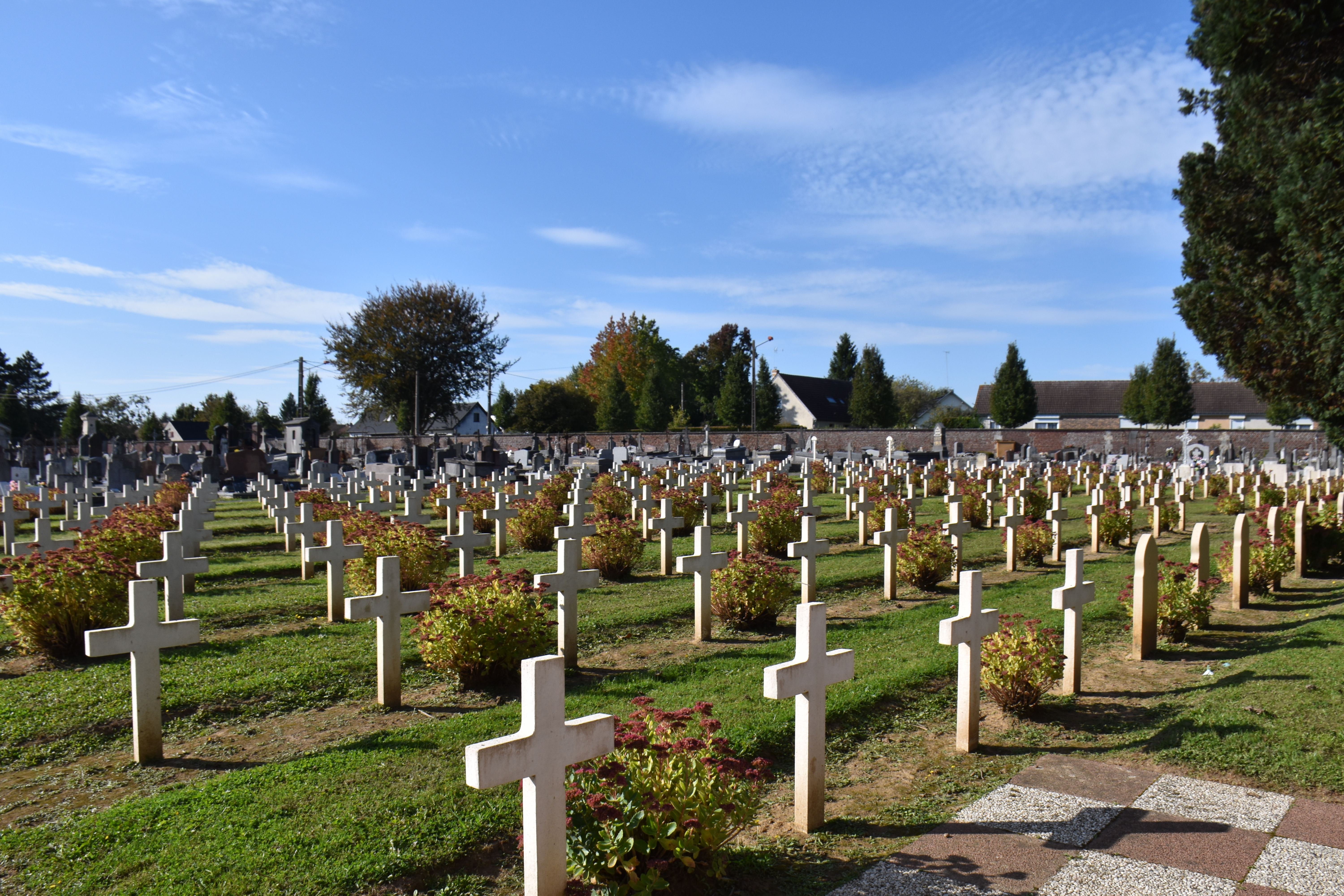
Französischer Soldatenfriedhof
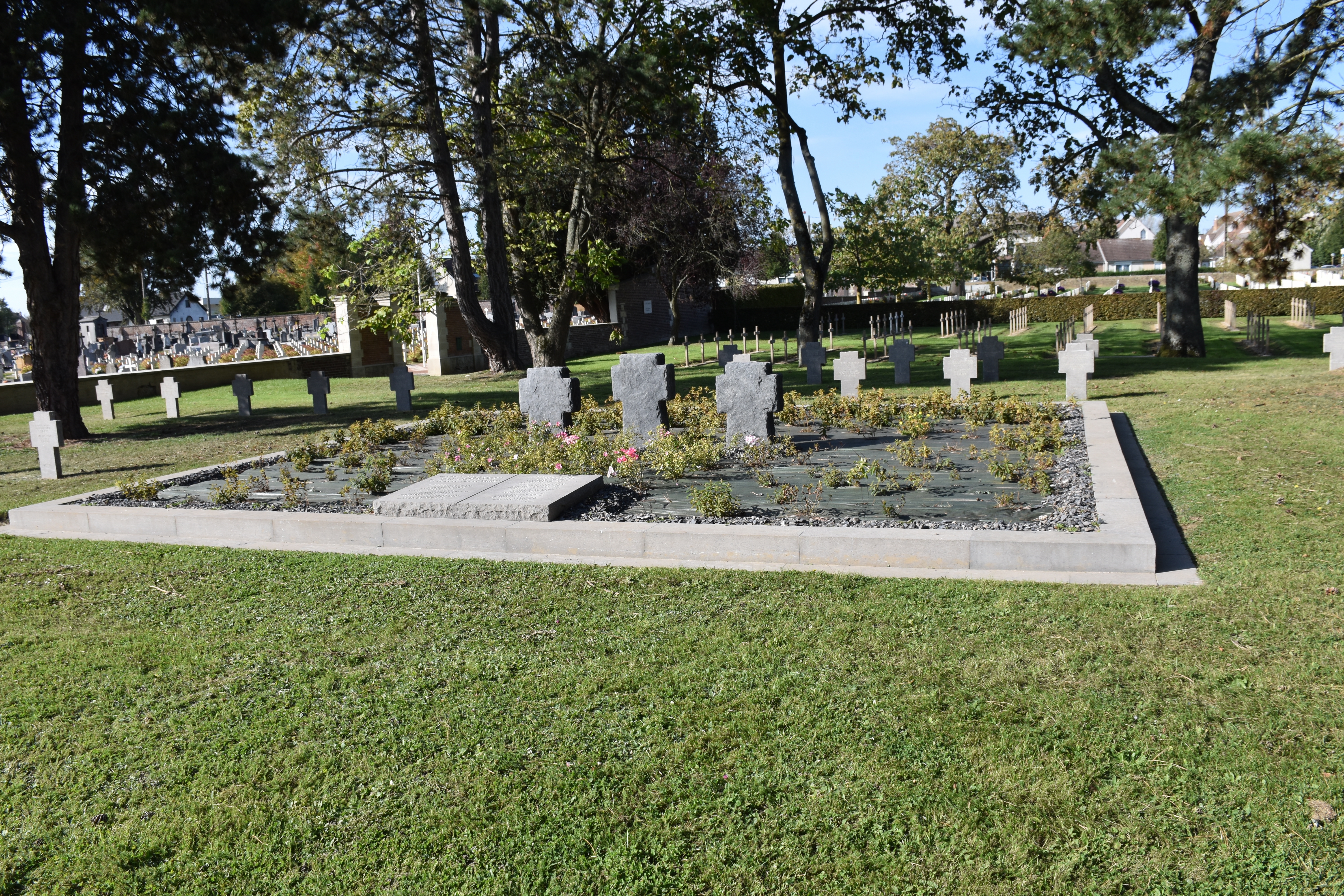
Deutscher Soldatenfriedhof
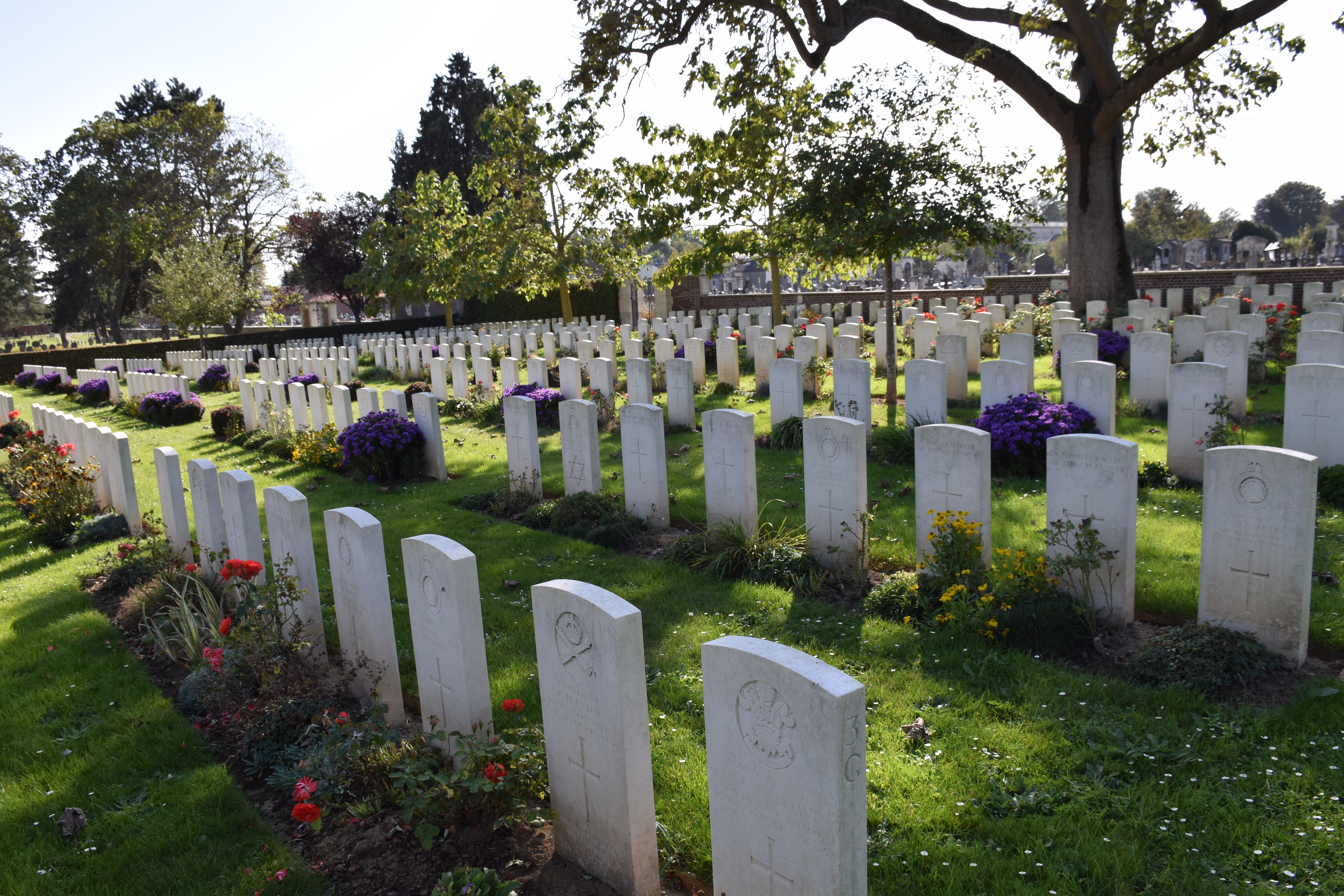
Soldatenfriedhof des Commonwealth

## Städtepartnerschaften
- Andenne (Belgien)
- Bergheim (Deutschland)

## Persönlichkeiten
- Barthélemy Louis Joseph Schérer (1747–1804), Revolutionsgeneral und Kriegsminister von Frankreich
- Marie-Françoise Constance Mayer-La Martinière (1775–1821), Malerin
- Louis Bergeron (1811–1890), Schriftsteller
- Jean-Olivier Hucleux (1923–2012), zeitgenössischer Maler und Zeichner
- Philippe Saudé (* 1960), Radrennfahrer
- Anne-Marie Schneider (* 1962), Malerin und Grafikerin
- Mylène Troszczynski (* 1972), Politikerin
- Théo Sainte-Luce (* 1998), Fußballspieler